# Велики кинески потоп
Велики кинески потоп или Митолошки кинески потоп (кинески: 大洪水, пинјин: Dà Hóngshuǐ; на традиционалном кинеском познат као и: 洪水, пинјин: Hóngshuǐ) подразумева поплаве које су задесиле Кину. Дерк Бод (1961. године) истиче да "од свих митолошких тема античке Кине, најранија и досад најпрожимајућа је везана за поплаве." Овај мит дели карактеристике са другим Великим поплавама које су се дешавале на целом свету, премда садржи и специјалне карактеристике и другачија тежишта. Лу Јилу (2002. године) групише све верзије Велике поплаве у три теме:
1. "Хероји контролишу поплаву"
2. "Братско-сестрински бракови ради обнављања светске популације" и
3. "Поплава која потапа цео град и његове становнике"[1]

## Историја и митологија

### Историја
Историја Кине, као континуирано бележена традиција, почиње античком књижевношћу која је преношена с колена на колено кроз "Записе Великог историчара". Судећи по томе, праунук (четврти наследник) Жутог цара био је Јао. Почетком владавине Јаоа, додатни књижевни извори постају доступни, укључујући "Књигу докумената"(сакупљене и измењене од стране Конфучија), која почиње "Каноном Јаоа" (кин. 堯典) описујући његову владавину. Иако је "Канон Јаоа" проблематичан у погледу текстуалног преписа (у најбољем случају представља рану текстуалну реконструкцију, а у најгорем, измишљотину засновану на доступном знању или изворима пореклом из трећег или четвртог века нове ере). "Савет Великог Јуа" (кин. 大禹謨) се сматра најпоузданијим преписом. У сваком случају, ови и други текстови сачуване књижевности обележавају кинеску традиционалну историју. Остали текстови од великог значаја укључују поему "Божанска питања" која је део Џу Ци, a приписује се Ћу Јуену и познатој митолошкој антологији "Збирка планина и мора" (Shanhaijing). Векови учења довели су до спајања у причу: комадића, парчића и дужих делова пронађених у овим и осталим раним изворима, који су понекад обухватали тежак уређивачки посао због различитих тачака гледишта.

### Митологија
Митолошке приче, поред тога што су биле сачуване у разним књижевним формама, такође су сакупљане и у форми усмених предања. Поменути извори и народне приче потичу од људи који припадају разним етничким структурама.

## Проблеми при контролисању поплаве
Извори династије Џоу говоре о проблемима хероја и божанстава који су имали при контролисању поплава. Из свих ових прича, муке Јаоа, Гуена и Јуа описане су кроз тежину људског напора да контролишу поплаву. Каснији радови "Периода зараћених држава" (Shiben) и "Diwang Shiji" (трећи век) представљају Јуа и Нуву као пар чије су се претходно неповезане приче касније међусобно допуњавале.

### Гуен-Ју мит
Ова тема се заснива на напорима које је Велики Ју (и Гуен) имао при контроли поплаве, понекад повезан са царем Јаом и Шуеном и иницијалним напорима људи при удомљавању дивљих животиња као товарних и стоке. Наиме, прича говори да је Гуен украо зиранг (магичну супстанцу која се непрекидно шири и расте) како би зауставио поплаву, док је Велики Ју усмерио поплаву ка мору и успео да смањи ниво воде тако да земља може да се обрађује. Постоји много митова који описују овај догађај, један од њих је и Змајева капија - канал кроз планину који је ископао Ју. У току радова, многи шарани који су отишли и пали на нижи ниво, били су разочарани јер нису могли да допливају на горњи ниво. Ју им је обећао да ће се трансформисати у змајеве уколико прескоче брану. Тако је и место добило назив. Гуен - Ју такође има и политичку позадину. "Хуајнанци" истиче да је поплава проузрокована од стране Гонг Гонга који је користио воду како би начинио пустош у царству цара Јаоа. "Збирка планина и мора" наводи другачију верзију: поплаву је проузроковао Сјангљу, један од Гонг Гонгових помоћника.

### Нува
Прича се одиграва након што је богиња Нува створила човечанство од жуте глине, оживела их и дала им способност размножавања. Гонг Гонг је ударао главом о планину Божоу, која је заправо била носећи стуб раја. Нува је тада закрпила небо шљунком у пет боја и нагомилала пепео трске како би зауставила поплаву.

### Изумирање људске расе
Чен Ђенсјен (1996. године) каже да је ова прича једна од најпопуларнијих легенди која се и даље прича од стране више од 40 етничких група у Кини. Постоји могућност да је овај мит прилично нов зато што су најстарији забележени извори овог мита из периода Шест династија, будући да су усмени извори много старији.
Прича има неколико верзија, али се у суштини ради о великом потопу који је погодио све људе на свету осим пара који чине брат и сестра или тетка и сестрић. Обоје су били приморани на брак како би поново населили свет. Једна верзија истиче да су њихова деца обични људи док друга истиче да је то био грумен меса, тиква, диња или смрвљени камен, а након што је отворен, исечен или уништен, изашли су људи.

### Град који тоне
Ова прича има специфичне карактеристике: једна или две особе су преживеле, у виду статуе која плаче крв, а цео град са становницима је потонуо. Преживелог су спасили богови због благонаклоног понашања; то је можда била старица или посвећени син. Статуа која плаче крв је често приказивана у форми статуе каменог лава или понекад у форми статуе корњаче.

## Остали митови о потопу

### Источно море и поља дудова
Мање прострањен мит укључује богињу Магу: укључује цикличан успон и пад нивоа океана током еона; понекад би се морско дно претворило у поље дудова. Међутим, подаци о Магу се разликују од идеје Великог кинеског потопа.Једна верзија говори о Магу, као благонаклоној Таоист дами која је живела у другом веку нове ере. Поседовала је широку обалу тела на Ђијангсу које је претварала у дудове.

### Хеђу
Шан Хаи Ђинг помиње свињско створење са људским лицем, жутог врата и црвеног репа, које је певало као човек. Познатије је као Хеђу и воли да прождире људе, рептиле и змије. Његова појава доноси предсказање о великом потопу на целом свету.